# アブデルハミド・アバウド
アブデルハミド・アバウド（Abdelhamid Abaaoud、1987年8月8日 - 2015年11月18日）は、ベルギー出身のテロリスト。ISIL傘下のテログループ「預言者の剣」のリーダーであり、元ISILデリゾール県アミール、パリ同時多発テロの主犯格。

## 略歴

### 生い立ち
アバウドはモロッコ系ベルギー人としてシント＝ヤンス＝モーレンベークで服屋を営む中流家庭に生まれた。6人兄弟。父はアガディール出身で、1975年にモロッコからベルギーに渡った移民。
元々は家業を手伝う少年だった。1999年にイクルの有名難関中学・コレージュサンピエール（fr:Collège Saint-Pierre (Uccle)）に進学するも、いじめや窃盗、教師への反抗などの問題行動があり、1年で退学となる。このころ不良グループに入ったり、後にパリ同時多発テロ事件での共犯の1人となる、近所のフランス人男性と知り合う。2010年には数人の仲間とともに軽窃盗事件を起こし、サン＝ジルの刑務所に収監される。

### ISILへの参加
2013年にISILの外国人戦闘員となり、同年の終わりまでにベルギーに一旦戻り13歳の弟をISILに勧誘し、2014年1月に弟ともに再びシリアに渡り、シリア内戦にて実戦を経験した。同年、シリアとトルコの国境付近でフリージャーナリストが入手したビデオには、トラックで血まみれの死体6体を引きずるアバウドが映っていた。
なお、弟をシリアに連れて行ったことにより、父親に誘拐罪で告訴され、有罪判決を受けた他、以前に強盗罪でも有罪となっており、後にパリ同時多発テロ事件での共犯の1人となるベルギー在住のフランス人男性と、ベルギーの刑務所でともに服役していた。また、弟は2015年10月にモロッコ当局によりアガディールで拘束された。
ISILでのアバウドは、当初は低い階級であったものの、数々の戦果により昇格を繰り返し、外国人戦闘員としては異例の、デリゾール県エミール（アミール）・オブ・ウォー（戦争の師）の地位を得た。その後欧州でのテロの任を受け、ベルギーに帰国して武器調達や戦闘員の勧誘などテロ準備を始めていき、2015年1月にはベルギー国内における大規模テロ計画に資金提供を行い（テロはベルギー当局によって阻止）、4月と8月にテロ行為を行おうとするなど4件のテロ計画に関わった。また2014年に起きたブリュッセルのユダヤ博物館襲撃事件（w:Jewish Museum of Belgium shooting）の犯人とも連絡をとっていたことが明らかになっている。
アバウドは、ベルギー当局の襲撃を受けてシリアに逃れたが、仲間2人が死亡（w:2015 anti-terrorism operations in Belgium）。ベルギーの当局は、アバウドがヴェルヴィエのテロ組織の、編成や資金集めに参画したと考え、2015年7月には、ベルギーの裁判所から欠席裁判で懲役20年の判決を受けた。
なお、当局からシリアに潜伏していると見られていたアバウドが、逃亡先のシリアからギリシャ経由で再び欧州に入っていたとの情報をフランス内務大臣は得たとしたが、ギリシャ側はこの事実を否定している。

## パリ同時多発テロ事件
アバウドは、欧州での勧誘活動を理由に国際手配を受けたり、顔写真入りで『ダービク』で紹介されるなど、事件前から知られた存在であった。
11月13日、アバウドらはパリ同時多発テロ事件を引き起こした。イスラム系のベルギー人やフランス人など実行犯への指示役となり、彼の指示の下実行犯らはAK-47と自爆用ベストを使用してパリの5箇所を襲撃して乱射と爆破を実行、この事件によって129人が死亡、300人以上が負傷した。
また、この襲撃のメンバーには、2010年の強盗事件に共犯者として参加したブラヒム・アブデスラム（実行犯）とサラ・アブデスラム（車の調達役）も含まれていた。

### 死亡
事件後、アバウドらは新たなアジトとしてサン＝ドニにあるアパートを借りた。しかし11月18日にフランス警察の特殊部隊がアパートを包囲。5,000発が発射される銃撃戦の果て、銃弾を全身に受けて死亡した。この事件で従妹が自爆して死亡し、アバウドと共にいた8人が逮捕された。
アバウドの死亡を受け、モロッコ在住の父は弁護士を通じてCNNの取材に答え、アバウドのことをサイコパスや悪魔だと思っていたとし、「死んだので安心した」とコメントした。

## 人物
アバウドをよく知る人間によると、アバウドは「どこにでもいる青年であり、いつも笑顔でムードメーカー的な性格」だったという。幼少時はサッカーを好んで遊んでいたという。中学の同級生によると、アバウドは、学校でいじめや、同級生の財布から金を盗むなどの問題行動を行っており、嫌なやつだったという。